# Virus Toscana
El Virus Toscana o Toscana virus (TOSV) és un arbovirus que pertany al gènere Phlebovirus, de la família Bunyaviridae, grup V de famílies sense assignar. Aquest virus pot ser transmès als humans per la picada d'un mosquit infectat del gènere Phlebotomus.
El virus es troba en molts països de la riba del Mediterrani, amb una màxima incidència a Itàlia. Les taxes més altes d'infecció tenen lloc durant l'estiu, ja que les poblacions de mosquits és més elevada.